# Nezperce
Nezperce és una població dels Estats Units a l'estat d'Idaho. Segons el cens del 2000 tenia 523 habitants.

## Demografia
Segons el cens del 2000, Nezperce tenia 523 habitants, 197 habitatges, i 150 famílies. La densitat de població era de 492,5 habitants/km².
Per edats la població es repartia de la següent manera: un 29,8% tenia menys de 18 anys, un 4,2% entre 18 i 24, un 20,8% entre 25 i 44, un 24,7% de 45 a 60 i un 20,5% 65 anys o més.
L'edat mediana era de 42 anys. Per cada 100 dones de 18 o més anys hi havia 99,5 homes.
La renda mediana per habitatge era de 36.094 $ i la renda mediana per família de 40.000 $. Els homes tenien una renda mediana de 30.625 $ mentre que les dones 21.094 $. La renda per capita de la població era de 15.450 $. Aproximadament el 5,7% de les famílies i el 7,4% de la població estaven per davall del llindar de pobresa.

## Poblacions més properes
El següent diagrama mostra les poblacions més properes.